# Corrida (cheval)
Pour les articles homonymes, voir Corrida (homonymie).
Corrida (1932-1944 ?) est une jument de course pur-sang anglais qui remporta deux fois le Prix de l'Arc de Triomphe. L'une des plus grandes championnes de l'histoire des courses françaises, elle était la propriété de Marcel Boussac, était entrainée par John E. Watts et montée par Charlie Elliott.  

## Carrière de courses
Pouliche de grande naissance, Corrida se révéla dès l'âge de 2 ans en remportant le Prix Morny et en terminant deuxième d'une tête dans le Grand Critérium face aux mâles. C'est donc en conquérante que son propriétaire Marcel Boussac, à la tête de la plus prestigieuse écurie de l'époque, envoya sa pouliche participer aux classiques anglais, les 1000 Guinées et les Oaks. Mais Corrida déçut fortement, ratant complètement sa campagne britannique. Elle rentra en France où elle retrouva le goût de la victoire[style à revoir] dans le Grand Prix de Marseille, une course importante avant-guerre. 
C'est seulement à 4 ans que Corrida allait dévoiler l'étendue de son talent, remportant sept courses dans trois pays. Elle retourna en Angleterre et cette fois s'y imposa brillamment, dans les Hardwicke Stakes, enchaîna avec le Grand International d'Ostende, en Belgique, puis revint en France gagner le Prix du Président de la République, le Prix d'Hédouville et le Prix du Prince de Galles, en prélude à un sacre dans le Prix de l'Arc de Triomphe et une confirmation dans le Grand Prix de Marseille. L'année suivante, âgée de 5 ans, elle entama une nouvelle campagne européenne, ponctuée de succès dans le Grand International d'Ostende et le Grand Prix de Berlin. En octobre, elle termine sa carrière en apothéose en devenant la première jument à réaliser le doublé dans le Prix de l'Arc de Triomphe, et la seule jusqu'à Trêve en 2013-2014.

### Résumé de carrière
| Date          | Hippodrome       | Pays        | Course                             | Distance    | Jockey          | Place       | Écart       | Vainqueur ou deuxième |
| 1934, 2 ans   | 1934, 2 ans      | 1934, 2 ans | 1934, 2 ans                        | 1934, 2 ans | 1934, 2 ans     | 1934, 2 ans | 1934, 2 ans | 1934, 2 ans           |
| ------------- | ---------------- | ----------- | ---------------------------------- | ----------- | --------------- | ----------- | ----------- | --------------------- |
| 10 août       | Deauville        | France      | Prix Yacowlef                      | 1 000 m     | Charlie Elliott | 3e / 12     | 2 ½         | The Nile              |
| 19 août       | Deauville        | France      | Prix Morny                         | 1 200 m     | Charlie Elliott | 1er / 10    | 3/4         | Tulipier              |
| 14 octobre    | Longchamp        | France      | Grand Critérium                    | 1 600 m     | Charlie Elliott | 2e / 9      | 1/2         | Pampeiro              |
| 21 octobre    | Longchamp        | France      | Prix de la Forêt                   | 1 400 m     | S. Donoghue     | 0 / 9       | ―           | Jus de Raisin         |
| 1935, 3 ans   |                  |             |                                    |             |                 |             |             |                       |
| 3 mai         | Newmarket        | Royaume-Uni | 1000 Guineas                       | 1 600 m     | Charlie Elliott | 0 / 22      | ―           | Mesa                  |
| 7 juin        | Epsom            | Royaume-Uni | Oaks                               | 2 400 m     | Charlie Elliott | 0 / 17      | ―           | Quashed               |
| 19 juin       | Ascot            | Royaume-Uni | Coronation Stakes                  | 1 600 m     | Charlie Elliott | 0 / 13      | ―           | Ankaret               |
| 13 août       | Deauville        | France      | Prix d'Astarté                     | 1 600 m     | Charlie Elliott | 2e / 5      | 1/2         | Rarity                |
| 1er septembre | Ostende          | Belgique    | Grand International d'Ostende      | 2 200 m     | Charlie Elliott | 2e / 13     | 1/2         | Admiral Drake         |
| 6 octobre     | Longchamp        | France      | Prix de l'Arc de Triomphe          | 2 400 m     | Charlie Elliott | 3e / 12     | 1/2         | Samos                 |
| 20 octobre    | Longchamp        | France      | Prix du Conseil Municipal          | 2 400 m     | Charlie Elliott | 2e / 22     | cte tête    | Come In               |
| 3 novembre    | Marseille        | France      | Grand Prix de Marseille            | 2 500 m     | W. Johnston     | 1er / 9     | 2           | Pampeiro              |
| 1936, 4 ans   |                  |             |                                    |             |                 |             |             |                       |
| 11 avril      | Saint-Cloud      | France      | Prix Boiard                        | 2 000 m     | Charlie Elliott | 2e / 7      | 1           | Renette               |
| 19 avril      | Longchamp        | France      | Prix du Ranelagh                   | 1 400 m     | Charlie Elliott | 2e / 7      | 4           | Ambrose Light         |
| 6 mai         | Le Tremblay      | France      | Prix Daphnis                       | 1 800 m     | Charlie Elliott | 4e / 6      | 3 ¾         | Chuchoteur            |
| 24 mai        | Longchamp        | France      | Prix du Prince de Galles           | 2 200 m     | Charlie Elliott | 1er / 13    | 1 ½         | Generate              |
| 7 juin        | Longchamp        | France      | Prix d'Hédouville                  | 2 000 m     | Charlie Elliott | 1er / 3     | 5           | Alcali                |
| 19 juin       | Ascot            | Royaume-Uni | Hardwicke Stakes                   | 2 400 m     | Charlie Elliott | 1er / 11    | 2           | His Grace             |
| 5 juillet     | Saint-Cloud      | France      | Prix du Président de la République | 2 500 m     | Charlie Elliott | 1er / 5     | 3/4         | Vateller              |
| 26 juillet    | Munich           | Allemagne   | Braunes Band von Deutschland       | 2 400 m     | Charlie Elliott | 2e / 10     | 1           | Nereide               |
| 30 août       | Ostende          | Belgique    | Grand International d'Ostende      | 2 200 m     | Charlie Elliott | 1er / 6     | 3 ½         | Taj Akbar             |
| 4 octobre     | Longchamp        | France      | Prix de l'Arc de Triomphe          | 2 400 m     | Charlie Elliott | 1er / 10    | 1 ½         | Cousine               |
| 13 octobre    | Newmarket        | Royaume-Uni | Champion Stakes                    | 2 000 m     | Charlie Elliott | 3e / 4      | 6           | Wychwood Abbot        |
| 15 novembre   | Marseille        | France      | Grand Prix de Marseille            | 2 500 m     | Charlie Elliott | 1er / 12    | 1           | Dadji                 |
| 1937, 5 ans   |                  |             |                                    |             |                 |             |             |                       |
| 4 avril       | Longchamp        | France      | Prix des Sablons                   | 2 000 m     | Charlie Elliott | 4e / 11     | 4 ¼         | Chuchoteur            |
| 17 avril      | Saint-Cloud      | France      | Prix Boiard                        | 2 000 m     | Charlie Elliott | 3e / 5      | 3           | Le Calme              |
| 8 mai         | Le Tremblay      | France      | Prix du Tremblay                   | 2 600 m     | Charlie Elliott | 1er / 9     | 3           | Dadji                 |
| 25 mai        | Maisons-Laffitte | France      | Coupe du Cinquantenaire            | 2 000 m     | Charlie Elliott | 2e / 4      | enc.        | Sanguinetto           |
| 3 juin        | Epsom            | Royaume-Uni | Coronation Cup                     | 2 400 m     | Charlie Elliott | 0 / 8       | ―           | Cecil His Grace       |
| 4 juillet     | Saint-Cloud      | France      | Prix du Président de la République | 2 500 m     | Charlie Elliott | 4e / 10     | 1 ¼         | Vateller              |
| 29 août       | Ostende          | Belgique    | Grand International d'Ostende      | 2 200 m     | Charlie Elliott | 1er / 8     | 3/4         | Mousson               |
| 19 septembre  | Hoppegarten      | Allemagne   | Grand Prix de Berlin               | 2 400 m     | Charlie Elliott | 1er / 12    | 1           | Sturmvogel            |
| 3 octobre     | Longchamp        | France      | Prix de l'Arc de Triomphe          | 2 400 m     | Charlie Elliott | 1er / 12    | cte tête    | Tonnelle              |

## Au haras
Retirée au haras de son propriétaire, le Haras de Fresnay-le-Buffard en Normandie, Corrida fut présentée à Tourbillon, le meilleur étalon de l'élevage Boussac. De cette union naquit le champion Coaraze, vainqueur entre autres du Prix du Jockey Club et du Grand Prix de Saint-Cloud. Coaraze fut d'ailleurs le seul de ses produits à survivre à la guerre, les autres étant enlevés et envoyés en Allemagne par l'occupant nazi. Il fut envoyé au Brésil en 1954, où il devint un étalon très influent. Corrida connut une fin tragique : elle fut ravie dans son pré durant la Bataille de la Poche de Falaise, en août 1944, par un soldat allemand qui s'en servit de monture pour battre retraite, et aurait été tuée dans un bombardement.
Le Prix Corrida, course de groupe 2 réservée aux juments de 4 ans et plus, est disputée chaque année sur l'hippodrome de Saint-Cloud.

## Origines
Corrida est une fille du Britannique Coronach, vainqueur en 1926 du Derby d'Epsom, des St. James's Palace Stakes, des Eclipse Stakes, du St. Leger, puis l'année suivante de la Coronation Cup et des Hardwicke Stakes. Elle est d'ailleurs son principal fait d'armes comme étalon, puisque ce véritable champion, qui passait pour un phénomène à 3 ans, déçut au haras et fut envoyé en Nouvelle-Zélande en 1940. 
Zariba, la mère de Corrida, fut acquise en 1920 par Marcel Boussac pour 45 000 Francs. Un prix raisonnable pour une yearling au pedigree exceptionnelle, puisque cette fille du grand champion Sardanapale a pour mère St. Lucre n'est rien moins que la sœur utérine des Américains Friar Rock (lauréat des Belmont Stakes et cheval de l'année en 1916) et Fair Play, champion en piste (il est membre du Hall of Fame américain) et surtout grand reproducteur en devenir, lui qui sera trois fois tête de liste des étalons (1920, 1924, 1927) et trois fois tête de liste des pères de mères (1931, 1934, 1938). En cette année 1920, son meilleur produit est un certain Man o'War, parfois considéré comme le meilleur cheval de l'histoire des courses... 45 000 Francs, c'est aussi un prix très raisonnable pour une pouliche qui allait en rapporter le décuple en courses, s'affirmant comme l'une sinon la meilleure représentante de sa génération, lauréate des Prix Morny, de la Forêt, Jacques Le Marois et Maurice de Gheest, et 2e du Prix de Diane. Et 45 000 Francs, c'est décidément un prix plus que raisonnable pour une poulinière qui allait se révéler exceptionnelle, une jument-base de l'élevage Boussac à l'origine d'une lignée encore bien vivante un siècle plus tard. Zariba est en effet la mère de :
- L’Espérance (1925, par Pommern) : Prix du Calvados, 3e Prix Maurice de Gheest. 4e Poule d'Essai des Pouliches. Mère de : 
  - Sameya (1933, Tourbillon), quatrième mère de Kamicia (Criterium des Pouliches, Prix Vermeille)
  - Flower (1936, Pharos), aïeule maternelle de Talgo (Irish Derby), Fidalgo (Irish Derby), In The Wings (Coronation Cup, Breeders’ Cup Turf), High Rise (Derby), Pay the Butler (Japan Cup)... ou encore du grand étalon Dubawi.
  - Souryva (1930, Gainsborough), mère de : 
    - Pharyva (1936, Pharos), mère de Galgala (Poule d'Essai des Pouliches) et Galcador (Derby), aïeule maternelle d'une grande famille allemande (celle de Lavirco, Laveron, Lady Marian et des grands étalons Lagunas et Lomitas) et de Pistolet Bleu (Grand Prix de Saint-Cloud)
    - Theano (1940, Tourbillon) : Prix Maurice de Gheest, aïeule maternelle de Anyte (Irish Oaks), Crepellana (Prix de Diane), Behera (Prix Saint-Alary), et des champions Laurens, Daylami et Dalakhani.
    - Duna (1946, Djebel), à l'origine d'une grande famille classique en Amérique du Sud.
- Goyescas (1928, Gainsborough) : Champion Stakes, Hardwicke Stakes, Prix d’Ispahan, 2e des 2000 Guinées et du Prix de l'Arc de Triomphe.
- Corrida (1932)
- Abjer (1933, Astérus) : Middle Park Stakes, mort après deux saisons de monte en ayant donné trois gagnants classiques (Caravelle, Nosca, Tifinar)
- Goya (1934, Tourbillon) : Gimcrack Stakes, St. James's Palace Stakes, Prix Ganay (deux fois), 2e des 2000 Guinées, et tête de liste des étalons en France en 1947 et 1948.

### Pedigree
| Origines de Corrida (FR), jument alezane née en 1932 | Origines de Corrida (FR), jument alezane née en 1932 | Origines de Corrida (FR), jument alezane née en 1932 | Origines de Corrida (FR), jument alezane née en 1932 |
| ---------------------------------------------------- | ---------------------------------------------------- | ---------------------------------------------------- | ---------------------------------------------------- |
| Père Coronach                                        | Hurry On                                             | Marcovil                                             | Marco                                                |
| Père Coronach                                        | Hurry On                                             | Marcovil                                             | Lady Villikins                                       |
| Père Coronach                                        | Hurry On                                             | Tout Suite                                           | Sainfoin                                             |
| Père Coronach                                        | Hurry On                                             | Tout Suite                                           | Star                                                 |
| Père Coronach                                        | Wet Kiss                                             | Tredennis                                            | Kendal                                               |
| Père Coronach                                        | Wet Kiss                                             | Tredennis                                            | St. Marguerite                                       |
| Père Coronach                                        | Wet Kiss                                             | Soligena                                             | Soliman                                              |
| Père Coronach                                        | Wet Kiss                                             | Soligena                                             | St. Guntheirn                                        |
| Mère Zariba                                          | Sardanapale                                          | Prestige                                             | Le Pompon                                            |
| Mère Zariba                                          | Sardanapale                                          | Prestige                                             | Orgueilleuse                                         |
| Mère Zariba                                          | Sardanapale                                          | Gemma                                                | Florizel                                             |
| Mère Zariba                                          | Sardanapale                                          | Gemma                                                | Agnostic                                             |
| Mère Zariba                                          | St.Lucre                                             | St.Serf                                              | St. Simon                                            |
| Mère Zariba                                          | St.Lucre                                             | St.Serf                                              | Feronia                                              |
| Mère Zariba                                          | St.Lucre                                             | Fairy Gold                                           | Bend Or                                              |
| Mère Zariba                                          | St.Lucre                                             | Fairy Gold                                           | Dame Masham (famille 9-e)                            |